# Chorisquilla
Chorisquilla is een geslacht van kreeftachtigen uit de klasse van de Malacostraca (hogere kreeftachtigen).

## Soorten
- Chorisquilla andamanica Manning, 1975
- Chorisquilla brooksii (de Man, 1887)
- Chorisquilla convoluta Ahyong, 2001
- Chorisquilla excavata (Miers, 1880)
- Chorisquilla gyrosa (Odhner, 1923)
- Chorisquilla hystrix (Nobili, 1899)
- Chorisquilla kroppi Ahyong & Erdmann, 2003
- Chorisquilla mehtae Erdman & Manning, 1998
- Chorisquilla pococki Manning, 1975
- Chorisquilla quinquelobata (Gordon, 1935)
- Chorisquilla similis Ahyong, 2002
- Chorisquilla spinosissima (Pfeffer, 1888)
- Chorisquilla trigibbosa (Hansen, 1926)
- Chorisquilla tuberculata (Borradaile, 1907)
- Chorisquilla tweediei (Serène, 1950)